# Governo de Liz Truss
O mandato de Liz Truss como primeira-ministra do Reino Unido começou em 6 de setembro de 2022, quando ela aceitou o convite da rainha Elizabeth II para formar um novo governo, após a renúncia de seu antecessor Boris Johnson após uma crise no governo. Truss foi declarada líder do Partido Conservador após os resultados das eleições de liderança de 2022 serem anunciados em 5 de setembro de 2022. Seu cargo de premiê foi dominado pela crise do custo de vida, a morte da Rainha Elizabeth II apenas dois dias depois de ser nomeada e o mini-orçamento de 2022, que contribuiu para uma crise do governo em outubro. Cada vez mais impopular, o controle de Truss sobre o governo foi comparado à "vida útil de uma alface ", que se tornou uma declaração de humor político e gerou vários memes, como a popular transmissão ao vivo de Daily Star "de um pé de alface" que acabou chegando a durar mais que o cargo de primeiro-ministro de Truss; Truss anunciou sua renúncia em 20 de outubro de 2022, para entrar em vigor assim que seu sucessor for eleito "dentro de uma semana". Isso fará dela a primeira-ministra com o mandato mais curto da história britânica .

## Proposta de liderança conservadora
Truss lançou sua candidatura para se tornar líder do Partido Conservador em 10 de julho de 2022. Durante a eleição para a liderança do Partido Conservador, Truss prometeu cortar impostos ao descartar o aumento do Seguro Nacional que havia sido anunciado anteriormente em abril de 2022, descartando o recente aumento do imposto corporativo e também prometeu remover as taxas de energia verde. Durante a campanha, quando perguntada se o presidente francês Emmanuel Macron era amigo ou inimigo, Truss respondeu que o "júri estava fora" e que ela julgaria Macron com base em seus "atos, não palavras". Durante um evento, Truss sugeriu que seria melhor ignorar o primeiro-ministro escocês Nicola Sturgeon antes de rejeitar a possibilidade de um segundo referendo de independência para a Escócia.
Em 20 de julho de 2022, Truss terminou em segundo lugar no quinto turno de votação entre o Partido Conservador com 113 votos atrás de Rishi Sunak com 137 votos, qualificando-a para a votação final entre os membros. Truss derrotou Rishi Sunak na votação dos membros com 57,4% dos votos contra 42,6% de Sunak. Ela foi eleita em 5 de setembro de 2022, assumindo o cargo em 6 de setembro de 2022. Ela se tornou a quarta primeira-ministra conservadora consecutiva desde 2010, e a terceira primeira-ministra feminina, seguindo Margaret Thatcher e Theresa May .

## Premier

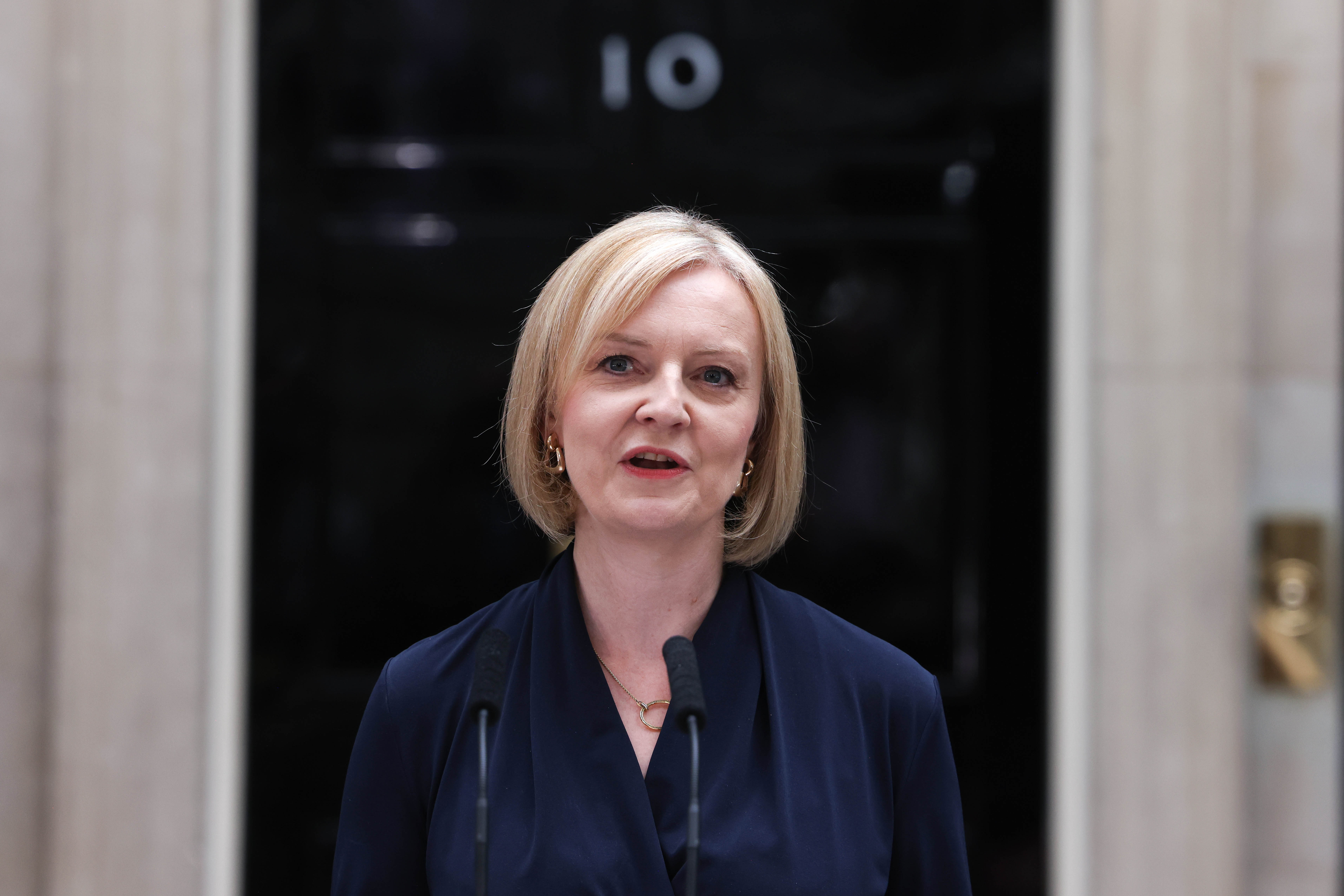
A primeira-ministra Liz Truss na Downing Street.

### Compromissos iniciais
Com a nomeação de Kwasi Kwarteng como Chanceler do Tesouro, James Cleverly como Ministro das Relações Exteriores e Suella Braverman como Ministra do Interior, pela primeira vez na história política britânica, nenhum homem branco ocupou cargos nos Grandes Escritórios de Estado .
Outras nomeações importantes incluíram Thérèse Coffey como Vice-Primeiro Ministro e Secretário de Saúde, Brandon Lewis como Secretário de Justiça, Nadhim Zahawi como Chanceler do Ducado de Lancaster, Chris Heaton-Harris como Secretário da Irlanda do Norte, Jake Berry como Ministro sem Carteira e Presidente do Partido, Jacob Rees-Mogg como Secretário de Negócios, Simon Clarke como Secretário de Habitação, Kemi Badenoch como Secretário de Estado para Comércio Internacional, Chloe Smith como Secretário de Trabalho e Pensões, Kit Malthouse como Secretário de Educação, Ranil Jayawardena como Secretário de Meio Ambiente, Anne-Marie Trevelyan como Secretário de Transportes, e Michael Ellis como Procurador Geral da Inglaterra e País de Gales .
Truss manteve Ben Wallace como Secretário de Defesa, Alok Sharma como Presidente da COP26, Alister Jack como Secretário da Escócia, Robert Buckland como Secretário de Gales e James Heappey como Ministro de Estado para as Forças Armadas e Veteranos .
Em 7 de setembro de 2022, o novo Gabinete realizou sua primeira reunião de gabinete e Truss participou de suas primeiras perguntas do primeiro-ministro (PMQs).
Em setembro de 2022, foi revelado que o chefe de gabinete de Truss, Mark Fullbrook, foi questionado pelo FBI sobre um suborno eleitoral em Porto Rico.

### Morte da Rainha Elizabeth II
Truss foi a décima quinta e última primeiro-ministro a servir sob a rainha Elizabeth II, com a rainha morrendo dois dias após a nomeação de Truss como primeira-ministra. A morte da rainha Elizabeth II aos 96 anos foi anunciada pelo Palácio de Buckingham em 8 de setembro de 2022 às 18h30. Truss fez uma declaração do lado de fora da 10 Downing Street prestando homenagem à rainha, afirmando que "a rainha Elizabeth II foi a rocha sobre a qual a Grã-Bretanha moderna foi construída". Em 9 de setembro, a Câmara dos Comuns iniciou dois dias de homenagens especiais à rainha e iniciou a suspensão do Parlamento até 21 de setembro durante o período de luto nacional. Em 10 de setembro, Truss e outros parlamentares seniores fizeram um juramento de fidelidade ao Rei Charles III. Em 12 de setembro, o rei Charles III dirigiu-se ao Parlamento pela primeira vez como monarca. Truss participou do funeral de estado da Rainha Elizabeth II na Abadia de Westminster em 19 de setembro de 2022. Assim, em seu cargo de primeiro-ministro, Truss se tornou a última das quinze pessoas a servir como primeira-ministra do Reino Unido sob a rainha Elizabeth II e a primeira a servir sob o rei Charles III.

### Crise do custo de vida
Em resposta à crise do custo de vida do Reino Unido, Truss estabeleceu planos para lançar o Energy Price Guarantee, um esquema para congelar as contas de energia em uma média de £ 2.500 por ano por dois anos para apoiar residências e empresas durante a crise. Truss afirmou que o governo financiaria o esquema reduzindo o custo unitário da energia através do aumento dos empréstimos. A iniciativa estava prevista para custar cerca de £ 150 bilhões em fundos dos contribuintes para os fornecedores de energia para compensar a diferença entre o que eles pagam pela energia nos mercados atacadistas e os preços limitados ao consumidor. Além disso, foi anunciado que as taxas verdes no valor médio de £ 150 por ano seriam removidas temporariamente. Para financiar o esquema, o Partido Trabalhista havia proposto um imposto sobre lucros extraordinários das empresas de energia, no entanto, Truss rejeitou essas propostas alegando que isso impediria o investimento. Truss afirmou que suas propostas economizariam 1.000 libras por ano em média para cada família.
Como parte das propostas de custo de vida, a resiliência energética também foi destacada como uma prioridade, incluindo planos para suspender a moratória do fracking para gás de xisto em um futuro próximo e lançar uma nova rodada de aproximadamente 100 novas licenças de petróleo e gás. Da mesma forma, Truss planejava acelerar novas fontes de fornecimento de energia, incluindo energia nuclear, eólica e solar . Muitos parlamentares conservadores do norte se opõem ao fim da moratória sobre o fracking. Mark Menzies lidera este grupo e Menzies insiste que o fracking não tem apoio local.

### Relações industriais
Ao longo do verão e outono de 2022, ocorreram várias greves ferroviárias, após uma votação dos membros do Sindicato Nacional dos Trabalhadores Ferroviários, Marítimos e Transportes (RMT) sobre se deveriam realizar uma ação industrial. A disputa entre o governo e as empresas ferroviárias dizia respeito a salários, redundâncias e mudanças nos termos e condições. O RMT sugeriu que os salários deveriam aumentar devido à crise contínua do custo de vida. Além disso, a RMT destacou a questão das redundâncias com o planejamento da Network Rail no corte de 2.500 empregos nos próximos dois anos.

### mini-orçamento 2022
Em resposta a uma economia estagnada, um mini-orçamento foi anunciado em setembro de 2022 com o “crescimento” como sua principal ambição. Incluiu medidas em vários setores como fiscal, benefícios, trabalho e investimento, imposto de selo, energia, bónus bancários, compras, infraestruturas e zonas de investimento. O pacote anunciado pelo Chanceler do Tesouro Kwasi Kwarteng dependia fortemente de empréstimos do governo. Dentro do orçamento, Kwarteng removeu a taxa de 45% do imposto de renda pago por aqueles que ganham mais de £ 150.000 por ano, reverteu o aumento das contribuições para o seguro nacional e antecipou em um ano a redução da taxa básica de imposto de renda de 20% para 19% planejados para 2024, além de eliminar o limite dos bônus dos banqueiros.
Como parte do mini-orçamento, Kwarteng anunciou um corte no imposto de selo . Os compradores na Inglaterra e na Irlanda do Norte não pagariam imposto de selo sobre as primeiras £ 250.000 do valor de uma propriedade, sendo o limite anterior de £ 125.000. Para compradores de primeira viagem, nenhum imposto seria pago nos primeiros £ 425.000. No entanto, especialistas disseram que é improvável que o corte no imposto de selo ajude os compradores de casa pela primeira vez a subir na escada da propriedade e corre o risco de aumentar ainda mais os preços das casas. Kwarteng se recusou a permitir que o Escritório de Responsabilidade Orçamentária (OBR) avaliasse o impacto econômico do mini orçamento antes de seu anúncio.
Após o anúncio do mini-orçamento, os mercados reagiram mal com a libra esterlina e os títulos do governo caindo significativamente em resposta a um grande aumento nos empréstimos do governo. Em 23 de setembro, a libra atingiu um mínimo de 37 anos em relação ao dólar americano abaixo de US$ 1,10, enquanto o índice FTSE 100 caiu 2,3%. Andrew Wishart, da Capital Economics, disse que a reação do mercado ao orçamento de Kwarteng sugeriu que as taxas de hipoteca de mais de 6% eram agora uma "possibilidade distinta". O Partido Trabalhista acusou os conservadores de apostar na economia. Em 27 de setembro, o FMI também alertou o governo do Reino Unido de que deveria reavaliar os cortes de impostos planejados anunciados no miniorçamento, pois aumentariam a desigualdade e a inflação no país. Além disso, houve uma forte reação pública com uma pesquisa YouGov em 29 de setembro registrando uma vantagem de 33 pontos para o Partido Trabalhista à frente dos conservadores. O índice de aprovação pessoal de Truss foi relatado como -37, caindo de -7 em uma semana, com 12% das pessoas descrevendo o mini-orçamento como uma boa política.
Em resposta, Truss e Kwarteng reverteram a decisão sobre a remoção dos 45p do imposto de renda para os que ganham mais em 3 de outubro, após uma reação significativa. Kwarteng foi demitido por Liz Truss em 14 de outubro de 2022, nomeando Jeremy Hunt como seu substituto. Mais tarde naquele dia, Truss realizou uma conferência de imprensa que durou oito minutos com Truss anunciando que o aumento do imposto corporativo previamente planejado que ela havia feito campanha para abandonar durante a campanha de liderança agora iria adiante. Truss disse que decidiu por essas mudanças porque o mini-orçamento "foi mais longe e mais rápido do que os mercados esperavam".

### Pedidos pela demissão de Truss
De acordo com o Daily Telegraph, em 17 de outubro, havia pelo menos cinco parlamentares conservadores pedindo a renúncia de Truss: Crispin Blunt, Andrew Bridgen, Angela Richardson, Charles Walker e Jamie Wallis . Em uma entrevista com Chris Mason da BBC naquela noite, Truss disse que estava "arrependida pelos erros que foram cometidos", mas permaneceu "comprometida com a visão". Ela também disse que lideraria os conservadores nas próximas eleições gerais. Em 18 de outubro, Lord Frost, também pediu a renúncia da primeira-ministra.
Em 17 de outubro e 20 de outubro, Truss teve reuniões com Sir Graham Brady, presidente do Comitê de 1922. A reunião de 17 de outubro foi declarada como tendo causado Truss a perder uma pergunta urgente na tarde de 17 de outubro solicitada pelo líder da oposição Keir Starmer e concedida pelo presidente da Câmara dos Comuns Sir Lindsay Hoyle - com o líder da Câmara Penny Mordaunt respondendo em nome de Truss . A ausência de Truss atraiu críticas de vários parlamentares, incluindo Starmer, embora Truss tenha feito uma breve aparição na Câmara.
O tabloide britânico Daily Star divulgou uma transmissão ao vivo de uma alface iceberg em 14 de outubro, depois que The Economist comparou o termo de Truss com "a vida útil de uma alface ".

### Renúncias e votação no fracking
Em 19 de outubro, a secretária do Interior Suella Braverman renunciou e foi substituída por Grant Shapps. A renúncia foi desencadeada por Braveman admitir ter compartilhado um documento oficial através de sua conta de e-mail privada com um colega parlamentar. Em sua carta de renúncia, Braveman expressou "preocupações com a direção do governo" e acrescentou que "tinha sérias preocupações com o compromisso deste governo em honrar os compromissos do manifesto".
Horas depois, os membros do Parlamento votaram uma moção do Partido Trabalhista para dar tempo ao Parlamento para discutir a proibição do fracking. Truss prometeu como parte de sua campanha de liderança suspender a moratória ao fraturamento hidráulico, mas alguns parlamentares conservadores expressaram preocupação com a mudança, uma vez que ia contra seu manifesto de 2019. A moção foi contestada e facilmente vencida pelo governo, com uma maioria de 96 contra.
Whip conservadores disseram que esta moção seria tratada como um voto de confiança. Pouco depois, William Wragg tornou-se o sexto deputado a apelar publicamente à saída do primeiro-ministro. Vários deputados conservadores não votaram contra a moção. A confusão se seguiu depois que o ministro Graham Stuart disse ao Parlamento que "obviamente, isso não é um voto de confiança". Em meio a relatos de parlamentares conservadores empurrando fisicamente seus colegas para votar contra a moção trabalhista, pensava-se que a chefe Whip Wendy Morton e o vice-chefe da Whip Craig Whittaker haviam renunciado com Whittaker dizendo "Estou furioso e não dou a mínima mais". Mais tarde foi esclarecido que não, e permaneceram em seus postos. Um parlamentar descreveu a votação como um "caos" com alegações, negadas pelos ministros, de que os Whips conservadores haviam maltratado e intimidado os parlamentares a votarem contra. O deputado trabalhista Chris Bryant fez alegações na Sky News dizendo que viu deputados "fisicamente manipulados através do lobby de votação " nomeando a vice-primeira-ministra Thérèse Coffey junto com Jacob Rees-Mogg como aqueles que ele viu no "grupo". Mais tarde naquela noite, o presidente da Câmara, Lindsay Hoyle, anunciou que havia pedido ao sargento de armas e outros funcionários parlamentares para investigar as alegações feitas sobre o incidente.

### Demissão e consequências
Em 20 de outubro de 2022 às 13h30, Truss renunciou ao cargo de líder do Partido Conservador. Seu discurso de renúncia durou 89 segundos, onde Truss afirmou que não poderia "entregar o mandato pelo qual fui eleita pelo Partido Conservador". Esta renúncia veio 44 dias durante o mandato de Truss, tornando-a a primeira-ministra com o mandato mais curto do Reino Unido . Truss confirmou que a eleição de liderança subsequente seria realizada na próxima semana.
Em resposta à renúncia, vários líderes da oposição pediram eleições gerais imediatas. O líder do Partido Trabalhista Keir Starmer disse que o país "não pode ter outra experiência no topo do Partido Conservador". Esses apelos por eleições antecipadas também foram ecoados pelos Liberais Democratas, SNP e Partido Verde. Nicola Sturgeon descreveu uma eleição geral como um "imperativo democrático". O presidente francês Emmanuel Macron disse que "é importante que a Grã-Bretanha recupere a estabilidade política muito rapidamente, e isso é tudo o que desejo". O presidente dos EUA, Joe Biden, agradeceu a Truss "por sua parceria em uma série de questões, incluindo responsabilizar a Rússia por sua guerra contra a Ucrânia". Vários relatórios logo surgiram sobre um possível retorno de Boris Johnson, o primeiro-ministro anterior, ou Rishi Sunak retornando para a iminente oferta de liderança conservadora .

## Popularidade

Pesquisas de opinião mostraram uma grande lacuna entre o Partido Conservador e o Partido Trabalhista após o mini-orçamento de Truss

Após a conferência do Partido Conservador em outubro de 2022, Truss teve um índice de aprovação de -47% de acordo com uma pesquisa de opinião do The Observer.  Isso foi pior do que a classificação de Boris Johnson durante o Partygate e pior do que a classificação de Theresa May antes de sua renúncia. 53% dos eleitores acharam que Truss deveria renunciar e 25% queriam que ela continuasse como líder conservadora.
Uma pesquisa Opinium realizada entre 26 de setembro e 30 de setembro de 2022 projetou uma vantagem trabalhista de 15 pontos, prevendo que os conservadores perderiam 219 assentos em uma eleição geral, incluindo dez ministros.
Em meados de outubro, as casas de apostas estavam apostando na data da renúncia de Truss. As casas de apostas colocaram Sunak em primeiro lugar na lista de prováveis sucessores do primeiro-ministro conservador, seguidos por Hunt, Mordaunt, Wallace e Johnson.
Em 18 de outubro de 2022, uma pesquisa do YouGov descobriu que 77% dos britânicos desaprovavam o governo conservador, o mais alto registro do YouGov em onze anos. Além disso, eles afirmaram que 87% das pessoas acreditavam que o governo estava lidando mal com a economia. Sua pesquisa com membros do Partido Conservador relatou que a maioria deles queria que Truss renunciasse, com seus favoritos para sua substituição sendo Boris Johnson como o mais popular, seguido em ordem por Ben Wallace, Rishi Sunak, Penny Mordaunt, Kemi Badenoch, Jeremy Hunt. e Suella Braverman . Da mesma forma, uma pesquisa de Redfield & Wilton registrou uma vantagem de 36% para o Partido Trabalhista (a maior liderança de qualquer partido desde outubro de 1997) e registrou o índice de aprovação pessoal de Truss em 9%.